# Cuarta Comisión de la Asamblea General de las Naciones Unidas
 La Cuarta Comisión de la Asamblea General de las Naciones Unidas (también conocida como la Comisión Política Especial y de Descolonización, SPECPOL o simplemente C4) es una de las seis comisiones principales de la Asamblea General de las Naciones Unidas. Trata un conjunto diverso de asuntos políticos, incluyendo el mantenimiento de la paz de la ONU y los usos pacíficos del espacio exterior. Sin embargo, los temas sobre la descolonización y Oriente Medio ocupan la mayor parte de su tiempo.

## Mandato
Cuando fue creada, la Cuarta Comisión era la única responsable de los asuntos relacionados con la administración fiduciaria y la descolonización. Sin embargo, tras la concesión de la independencia a todos los territorios en fideicomiso de las Naciones Unidas y el posterior desmantelamiento del sistema de administración fiduciaria, el volumen de trabajo de la Comisión disminuyó. En consecuencia, la Cuarta Comisión se fusionó con la Comisión Política Especial, que se había creado como una séptima comisión principal para ocuparse de determinadas cuestiones políticas.
La Cuarta Comisión se ocupa de los temas relacionados con la descolonización, de los efectos de las radiaciones atómicas, de las cuestiones relativas a la información, del estudio de la cuestión sobre las operaciones de mantenimiento de la paz, del estudio de las misiones políticas especiales, del Organismo de Obras Públicas y Socorro de las Naciones Unidas para los Refugiados de Palestina en el Cercano Oriente, del informe del Comité Especial sobre las prácticas israelíes y de la cooperación internacional en la utilización del espacio exterior con fines pacíficos.

## Método de funcionamiento
La Cuarta Comisión se reúne todos los años desde finales de septiembre hasta mediados de noviembre, pero también se reúne brevemente en primavera para adoptar cualquier resolución y decisión relacionada con el mantenimiento de la paz aprobada por el Comité Especial de Operaciones de Mantenimiento de la Paz. Los 193 Estados miembros de la ONU pueden asistir a sus reuniones. 
A diferencia de la mayoría de los demás organismos de las Naciones Unidas, no existe un debate general al comienzo de los trabajos del Comité. El Comité también permite a los peticionarios, es decir, representantes de la sociedad civil y otras partes interesadas, abordarlo en temas de descolonización. Finalmente, el Comité generalmente adopta entre 30 y 35 proyectos de resolución y varios proyectos de decisión anualmente, generalmente por consenso.

## Órganos informantes
Los siguientes órganos informan a través de la Cuarta Comisión a la Asamblea General:
- Comité de información
- Comisión sobre la Utilización del Espacio Ultraterrestre con Fines Pacíficos (COPUOS)
- Comité Especial de Operaciones de Mantenimiento para la Paz (C-34)
- Comité Especial de Descolonización (C-24)
- Comité especial para investigar las prácticas israelíes que afectan los derechos humanos del pueblo palestino y otros árabes de los territorios ocupados
- Agencia de Obras Públicas y Socorro de las Naciones Unidas para los Refugiados del Estado de Palestina en el Cercano Oriente (UNRWA)
- Comité Científico de las Naciones Unidas para el Estudio de los Efectos de las Radiaciones Atómicas (UNSCEAR)

## Oficina
La tabla a continuación muestra los integrantes de la directiva de la Cuarta Comisión para el 74.º período de sesiones de la Asamblea General:
| Nombre                           | País       | Posición       |
| -------------------------------- | ---------- | -------------- |
| SE Mohammed Hussein Bahr Aluloom | Irak       | Presidente     |
| Ahmadou Ahidjo                   | Camerún    | Vicepresidente |
| Peter Pindják                    | Eslovaquia | Vicepresidente |
| Andrea Bacher                    | Austria    | Vicepresidenta |
| Juan Antonio Benard Estrada      | Guatemala  | Relator        |